# Varennes (Haute-Garonne)
Varennes is een gemeente in het Franse departement Haute-Garonne (regio Occitanie) en telt 198 inwoners (1999). De plaats maakt deel uit van het arrondissement Toulouse.

## Geografie
De oppervlakte van Varennes bedraagt 4,6 km², de bevolkingsdichtheid is 43,0 inwoners per km².

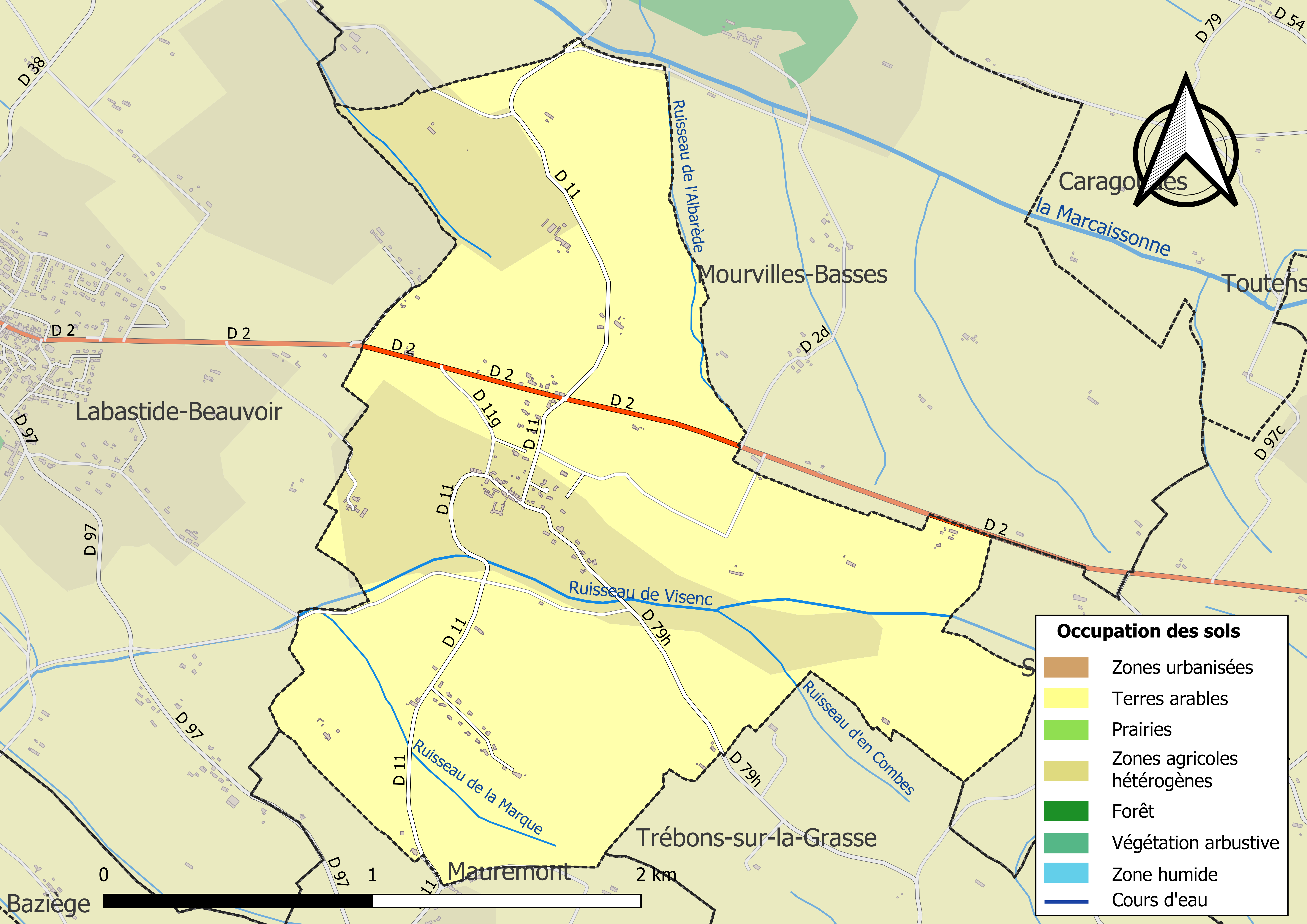
Kaart van de gemeente met de belangrijkste infrastructuur, bodemgebruik en omliggende gemeenten

## Demografie
Onderstaande figuur toont het verloop van het inwonertal (bron: INSEE-tellingen).

1. ↑  Populations de référence 2022.